# NGC 802
NGC 802 is een balkspiraalstelsel in het sterrenbeeld Kleine Waterslang. Het hemelobject werd op 2 november 1834 ontdekt door de Britse astronoom John Herschel.

## Synoniemen
- PGC 7505
- ESO 52-13
- AM 0157-680